# 김학용
김학용(金學容, 1961년 12월 10일~)은 대한민국 정치인이다. 제18·19·20·21대 국회의원이다.
1961년 12월 10일 경기도 안성 출생이다. 경기도의회 의원과 18·19·20대 국회의원을 지냈다. 2016년 12월 박근혜-최순실 게이트를 계기로 새누리당을 탈당하여 바른정당에 입당했으나, 보수단일화를 통해 정권창출을 하기 위해 2017년 5월 바른정당을 탈당했다. 제20대 국회 전반기 국방위원장을 지내고, 현재 국회 후반기 환경노동위원장을 맡고 있다.
2020년 4월 15일에 치러진 21대총선에서는 더불어민주당의 이규민에 밀리며 낙선했다. 하지만 이규민의원이 의원직을 상실하면서 치러진 2022년 대한민국 재보궐선거에서 당선되면서 4선 고지에 올랐다.

## 학력
- 공도국민학교 졸업
- 공도중학교 졸업
- 평택고등학교 졸업
- 중앙대학교 안성캠퍼스 경제학과 졸업
- 중앙대학교 사회개발대학원 노동정책 수료

## 경력
- 1988년~1995년: 국회의원 이해구 비서관
- 1993년: 이해구 내무부 장관 비서관
- 중앙노동정책학회 회장
- 한민족 책사랑운동본부 본부장
- 안성포럼 대표
- 경주김씨 안성시종친회 이사
- 공도중학교 총동창회 부회장
- 중앙대학교 총동창회 이사
- 안성야구협회 자문위원
- 안성예술인산악회 이사
- 안성청년회의소 명예회원
- 한국농업경영인 경기도연합회 명예회원
- 동안성 로터리클럽 회원
- 안성시 청소년지킴이 고문
- 안성시 학교운영위원장협의회 자문위원
- 안성종합사회복지관 자문위원
- 1995년 6월 27일: 제1회 전국동시지방선거 당선(민선 1기, 경기 안성군 제3선거구, 민주자유당, 초선)
- 1998년 6월 4일: 제2회 전국동시지방선거 당선(민선 2기, 경기 안성시 제1선거구, 한나라당, 재선)
- 2002년 6월 13일: 제3회 전국동시지방선거 당선(민선 3기, 경기 안성시 제1선거구, 한나라당, 3선)
- 1995년 7월~2006년 6월: 제4·5·6대 경기도의회 의원(민선 1·2·3기, 경기 안성군 제3선거구→경기 안성시 제1선거구, 민주자유당→신한국당→한나라당, 3선)
  - 1995년 7월~1998년 6월: 제4대 경기도의회 문화공보위원회 위원
  - 1995년 7월~1998년 6월: 제4대 경기도의회 건설교통위원회 위원
  - 1995년 7월~1998년 6월: 제4대 경기도의회 운영위원회 위원
  - 1996년 7월~1998년 6월: 제4대 경기도의회 예산결산특별위원회 위원
  - 1999년 7월~2002년 6월: 제5대 경기도의회 예산결산특별위원회 위원
  - 2000년 2월~2002년 6월: 제5대 경기도의회 농림수산위원회 위원장
  - 2002년 7월~2004년 2월: 제6대 경기도의회 전반기 부의장
- 경기도의회 젊은의원모임 대표
- 2008년 4월 9일: 대한민국 제18대 국회의원 선거 당선(경기 안성시, 한나라당, 초선)
- 2008년~2011년: 한나라당 경기도당 안성시 당원협의회 위원장
- 2010년 2월: 천일염세계화포럼 공동대표
- 한나라당 정책위원회 제4정조위원회 부위원장 (농림수산식품분과)
- 2010년 5월~2011년 5월: 한나라당 원내부대표
- 2010년 12월~2012년 12월: 여의도연구원 감사
- 2008년 5월~2012년 5월: 제18대 국회의원(경기 안성시, 한나라당→새누리당, 초선)
  - 2008년 8월~2012년 5월: 제18대 국회 전·후반기 농림수산위원회 위원
  - 2010년 5월~2011년 5월: 제18대 국회 전·후반기 국회운영위원회 위원
  - 2008년 8월~2010년 5월: 제18대 국회 전반기 예산결산특별위원회 위원
  - 2010년 6월~2012년 5월: 제18대 국회 후반기 중소기업경쟁력강화특별위원회 위원
- 2012년 2월~2016년 12월: 새누리당 경기도당 안성시 당원협의회 위원장
- 2012년 4월 11일: 대한민국 제19대 국회의원 선거 당선(경기 안성시, 새누리당, 재선)
- 2012년 5월~2016년 5월: 제19대 국회의원(경기 안성시, 새누리당, 재선)
  - 2012년 7월~2014년 5월: 제19대 국회 법제사법위원회 위원
  - 2012년 7월~2013년 7월: 제19대 국회 예산결산특별위원회 새누리당 간사
  - 2013년 12월~2014년 2월: 제19대 국회 정치개혁특별위원회 간사
  - 2014년 6월~2016년 5월: 제19대 국회 교육문화체육관광위원회 위원
- 2013년 5월~2014년 4월: 새누리당 정책위원회 수석부의장
- 2013년 6월~2013년 8월: 새누리당 창조경제일자리창출특별위원회 위원장
- 2014년 3월~2015년 3월: 제7대 국민생활체육전국야구연합 회장
- 2014년: 한·베트남 의원친선협회 회장
- 한-타지키스탄 의원친선협회 부회장
- 한-오스트리아 의원외교친선협의회 이사
- 국회 대한민국미래혁신포럼 회장
- 천일염세계화포럼 공동대표
- 전국상인연합회 명예회장
- 안성호남향우회 명예고문
- 국민생활체육전국야구연합회 회장
- 국회의원축구연맹 회장
- 한미동맹재단 고문
- 전라남도·제주특별자치도 명예도민, 여수시 명예시민, 신안군·영광군 명예군민
- 대한적십자사 경기지사 안성시지구협의회 고문
- 경기도사회복지사협회 위촉 명예사회복지사
- 2014년 4월~2014년 6월: 새누리당 경기도당 위원장
- 2014년 7월~2016년 4월: 새누리당 김무성 대표최고위원 비서실장
- 2016년 4월 13일: 대한민국 제20대 국회의원 선거 당선(경기 안성시, 새누리당, 3선)
- 2016년 6월~2020년 5월: 대한민국 미래혁신포럼 회장
- 2017년 1월~2017년 5월: 바른정당 경기도당 위원장
- 2018년 5월~2018년 6월: 제7회 전국동시지방선거 자유한국당 남경필 경기도지사 후보 선거대책위원회 수석부위원장
- 2018년 5월~2018년 6월: 제7회 전국동시지방선거 자유한국당 남경필 경기도지사 후보 남부권 권역별선대위원장
- 자유한국당 경기도당 고문
- 2016년 5월~2020년 5월: 제20대 국회의원(경기 안성시, 새누리당→무소속→바른정당→무소속→자유한국당→미래통합당, 3선)
  - 2016년 6월~2017년 12월: 제20대 국회 전반기 국방위원회 위원
  - 2016년 7월~2017년 6월: 제20대 국회 전반기 저출산·고령화대책 특별위원회 위원
  - 2017년 12월~2018년 5월: 제20대 국회 전반기 국방위원회 위원장
  - 2018년 7월~2020년 5월: 제20대 국회 후반기 환경노동위원회 위원장
  - 2018년 10월~2020년 5월: 제20대 국회 후반기 정치개혁특별위원회 위원
- 2018년 12월~2020년 2월 : 자유한국당 경기도당 안성시 당원협의회 위원장
- 2019년 6월~: 한미동맹재단 고문
- 2019년 7월 : 자유한국당 재외동포위원회 부위원장
- 2020년 2월~2020년 9월: 미래통합당 경기도당 안성시 당원협의회 위원장
- 미래통합당 경기도당 고문
- 2020년 6월~: 사단법인 미래혁신포럼 이사장
- 2020년 9월~: 국민의힘 경기도당 안성시 당원협의회 위원장
- 2021년 9월~2021년 11월: 제20대 대통령 선거 국민의힘 윤석열 대통령 경선후보 국민캠프 정책본부 정책총괄본부 전국시도정책위원장
- 2021년 12월~2022년 1월: 제20대 대통령 선거 국민의힘 경기도 살리는 선거대책위원회 선거대책위원장단 공동선거대책위원장
- 2022년 3월 9일: 2022년 3월 재보궐선거 당선(경기 안성시, 국민의힘, 4선)
- 2022년 3월~2024년 5월: 제21대 국회의원(경기 안성시, 국민의힘, 4선)
  - 2022년 3월~2022년 5월: 제21대 국회 전반기 국토교통위원회 위원
  - 2022년 7월~2024년 5월: 제21대 국회 후반기 국토교통위원회 위원
    - 제21대 국회 후반기 국토교통위원회 국토법안심사소위원회 위원

  - 2022년 8월~2022년 11월: 제21대 국회 대법관(오석준) 임명 동의에 관한 인사청문특별위원회 위원장
- 2022년 3월~2022년 4월: 국민의힘 6·1지방선거 공천관리위원회 위원
- 2022년 4월 : 제8회 전국동시지방선거 국민의힘 김은혜 경기도지사 예비후보 선거대책위원회 총괄선대위원장
- 2022년 12월~2024년 5월: 한-중남미 의회외교포럼 공동회장
- 2022년 12월~2024년 5월: (사)한중의원연맹 수석부회장
- 국민의힘 경기도당 고문
- 2023년 8월~2024년 4월: 국민의힘 중앙위원회 의장
- 2024년 3월~2024년 4월: 제22대 국회의원 선거 국민의힘 중앙선거대책위원회 경기 권역 선대위원장
- 2025년 5월~2025년 6월: 제21대 대통령 선거 국민의힘 김문수 대통령 후보 경기도 선거대책위원회 공동선거대책위원장

## 가족
- 부인 김화자와 1남 2녀를 두었다.

## 역대 선거 결과
|  | 53.76% |

|  | 57.37% |

|  | 67.93% |

|  | 58.93% |

|  | 55.36% |

|  | 50.22% |

|  | 47.13% |

|  | 54.18% |

|  | 47.36% |

## 소속 정당
| 소속 정당 | 소속 정당  | 소속 기간 | 비고      |
| --------- | ---------- | --------- | --------- |
|           | 민주정의당 | 1988~1990 | 정계 입문 |
|           | 민주자유당 | 1990~1995 | 합당      |
|           | 신한국당   | 1995~1997 | 당명 변경 |
|           | 한나라당   | 1997~2012 | 합당      |
|           | 새누리당   | 2012~2016 | 당명 변경 |
|           | 무소속     | 2016~2017 | 탈당      |
|           | 바른정당   | 2017      | 창당      |
|           | 무소속     | 2017      | 탈당      |
|           | 자유한국당 | 2017~2020 | 복당      |
|           | 미래통합당 | 2020      | 합당      |
|           | 국민의힘   | 2020~현재 | 당명 변경 |

## 같이 보기
- 안성시 (선거구)
- 안성시의 국회의원